# 寺口智香
寺口 智香（てらぐち ちか、1990年5月29日 - ）は、大阪府出身の日本のモデル、グラビアアイドルである。deriveに所属していた。

## 来歴
2013年から2014年まで『ViVi』専属読者モデルとして活動。その後はグラビアにも活動を移し、「ミスFLASH2015」ではファイナリスト。「ミスアクション2017」では特別賞を受賞。モデルとしても2015年にミス・ユニバース2016大阪ファイナリストに選出されている。
2017年にAbemaTV『ピーチゃんねる』のレギュラー（シリタガール2期生）となり、同番組および『妄想マンデー』の広報大使「ミス妄ピー」に選出される。同年8月の『週刊プレイボーイ』にて、目標の一つであった撮りおろしグラビアを飾った。現在は六本木キャバクラfabricで活躍中。

## 人物
趣味・特技はツンデレ、アニメ声で歌うこと、瓦割り。ツンデレは2016年7月まで約7年間、大阪にあるメイドカフェで“ドS女王メイド”の「ラム」として勤務していた時の名残で、四つん這いで「私は世界一の変態です」と言わせ蹴りを入れるのが幾度もテレビで取り上げられ、以降もツイッターのプロフィールに「この変態っ！（蹴）でおなじみの」と記述するなど、ある種の芸となっている。
「パンチラの女王」として写真を掲載したところ、チラリズムになっておらずパンティーが丸見えだった事から、以降「パンモロの女王」と呼ばれるようになった。見せているパンティーも、純白、縞パン、Tバックなど多彩。また、超ミニスカートの女子高生の制服やメイドなどのコスプレ姿でのパンモロも披露しているのがグラビアなどで確認できる。
ピーチゃんねるでの肩書は「サディスティックローライズ」。

## 出演

### テレビ番組
- ゴッドタン（テレビ東京）
- ごぶごぶ（毎日放送）
- 今夜くらべてみました（2014年、日本テレビ）
- 透明彼女 season1 #2（2017年、V☆パラダイス）

### ネット配信番組
- 土曜の夜は尻上がり!「ピーチゃんねる」（2017年1月 - 12月16日、AbemaTV） - シリタガールズ2期生[6][7]
- 真夏の濡れ濡れビンカン学校（2017年7月22日・24日、AbemaTV） - シリタガール
- 千鳥のラブホテル探訪 第5弾〜ちょっとエッチな大人の社会科見学〜（2017年8月11日、AbemaTV）[4]

### イベント
- WBA世界スーパーフェザー級タイトルマッチ（2016年） - ラウンドガール

## 作品

### イメージビデオ
- Hip&Leg（2017年12月21日、イーネット・フロンティア）